# Пам'ятник Іванові Федорову (Львів)
Пам'ятник Іва́нові Федорову у Львові — пам'ятник Івану Федорову, який відновив друкарство на території України у Львові, що розташований на вулиці Підвальній, 13. Встановлений 26 листопада 1977 року на честь т.зв. «400-ліття книгодрукування на українських землях». Площа навколо пам'ятника — найбільший букіністичний ринок Львова.

## Розташування
Пам'ятник розташований неподалік від місця, де у XVI столітті знаходилася друкарня Львівського ставропігійного братства. Монумент розташований на майданчику, що утворився після впорядкування скверу в підніжжі вежі Корнякта, між входами до Успенської церкви та Державного архіву Львівської області, а також вулицями Підвальною та Руською. Тло складає одна з найвідоміших сакральних споруд Львова — колишній Домініканський костел, де в радянські часи був розташований Музей історії релігії та атеїзму (тепер — Музей історії релігії). Іван Федоров в одній руці тримає книгу, а другою рукою ніби сіє зерна знань на львівську бруківку. Під час робіт були виявлені залишки двох паралельно розташованих оборонних мурів, і це вплинуло на розташування пам'ятника та його композиційне рішення.

## Історія
У 1964 році відзначали 400-ліття з часу видання першої книги, друкованої І. Федоровим у Москві. Одним із запланованих ювілейних заходів було встановлення меморіальної плити Івану Федорову з метою побудови упродовж наступного десятиріччя пам'ятника друкареві. Меморіальна плита була закладена у сквері між вулицями Підвальною та Івана Федорова.
1977 року львівські скульптори дістали замовлення на пам'ятник з Москви з умовою спорудити його за 2 місяці. За такий короткий термін це було нереально, тому існує думка, що скульптори взяли макет типового радянського солдата, додали голову Федорова і дали в руки книжку. Доказом називають фартух, у якому легко впізнати шинель, і кирзові чоботи на ногах у друкаря.
«Далебі пам'ятник був покликаний не стільки задовільнити естетичні уподобання, скільки через правильно висмикнуті з бурхливого потоку історії Львова факти легалізувати в очах галицької громадськости комуністичний режим з осередком у досі ментально чужій львів'янам Москві», — вважає публіцист та дослідник архітектури Павло Шубарт.

## Світлини

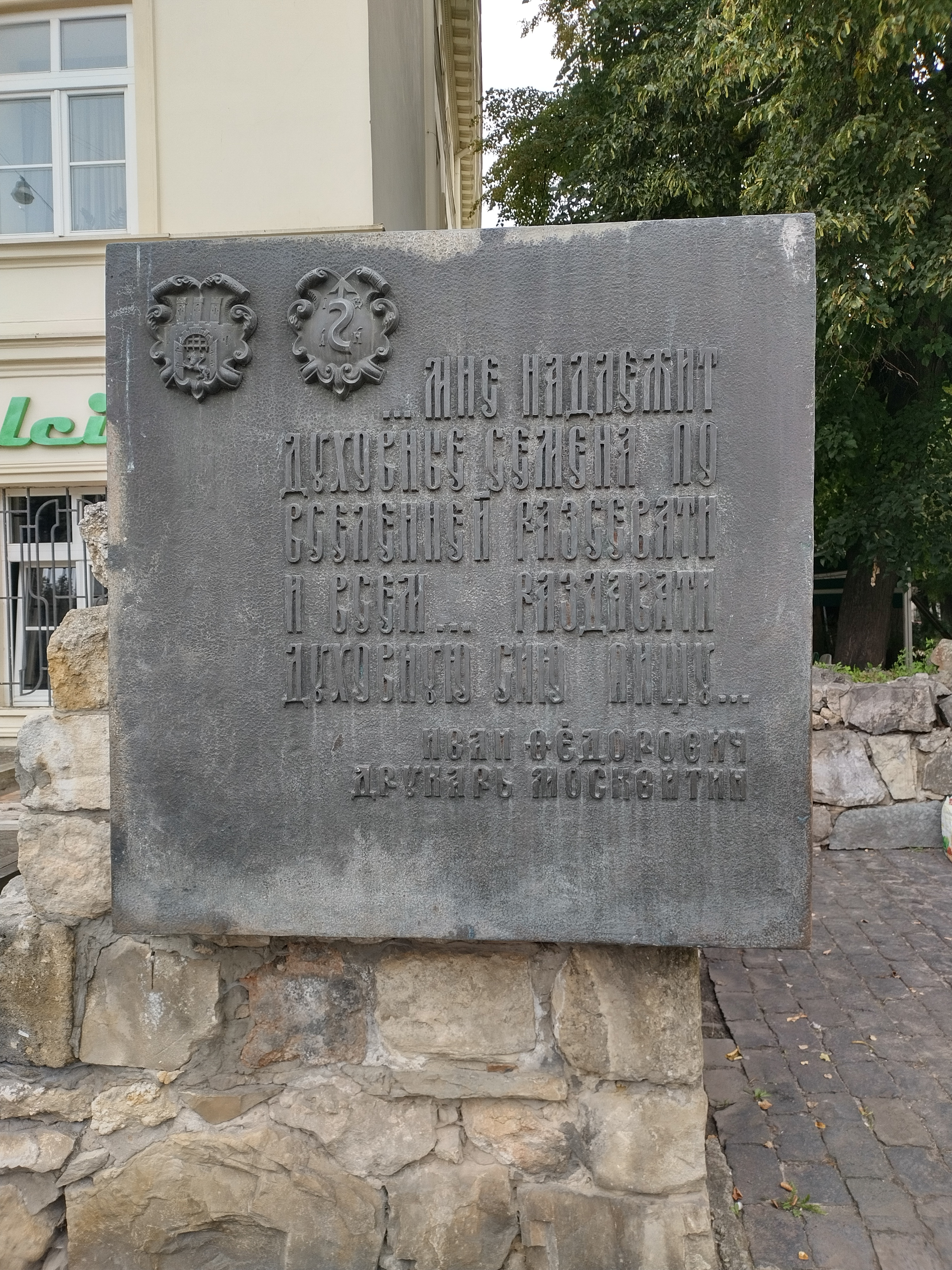
Меморіальна таблиця біля пам'ятника
Букіністичний ринок